# Mandy Wong
Mandy Wong Chi-man (traditionell kinesiska: 黃智雯?, förenklad kinesiska: 黄智雯?, pinyin: Huáng Zhìwén), född 21 december 1982 i Hongkong, är en skådespelare som är verksam på TVB.